# Frances Collins
Frances Collins (Camberley, 14 de julho de 1840 — Surrey, 17 de março de 1886) foi uma escritora britânica e esposa de Mortimer Collins.

Frances Dunn nasceu em 1840. Casou-se com o escritor Mortimer Collins em 1868.  Mortimer Collins estava doente e lutando financeiramente quando o casal se casou, e Frances o ajudou a gerenciar suas finanças e co-escreveu seus últimos livros com ele.  Após a morte de seu marido em 1876, Frances Collins publicou vários romances sob seu próprio nome, bem como um livro de memórias de seu marido.  Ela também escreveu vários artigos curtos para periódicos como Punch.